# Sportfreunde Daaden
Die Sportfreunde Daaden 1911 e.V. sind ein deutscher Fußballverein mit Sitz in der rheinland-pfälzischen Stadt Daaden innerhalb der Verbandsgemeinde Daaden-Herdorf im Landkreis Altenkirchen (Westerwald).

## Geschichte
Der Verein wurde am 4. April 1911 unter dem Namen Fußball Club Adler 1911 Daaden gegründet. Von 1921 bis 1923 verschmolz der Sportverein dann kurzzeitig mit dem Daadener Turnverein. Im Jahr 1924 folgte dann die Fusion mit der „Germania“ Biersdorf zum neuen Verein Daadetaler Sportfreunde 1911 Daaden. Im gleichen Jahr sowie auch 1929 gelang die Meisterschaft und damit der Aufstieg in die Bezirksklasse.
Die erste Mannschaft stieg zur Saison 1950/51 in die zu dieser Zeit zweitklassige Landesliga Rheinland auf. Mit 26:34 Punkten konnte über den elften Platz die Klasse dann auch gehalten werden. Nach der nächsten Saison landete man dann mit 25:35 Punkten auf dem zwölften Platz, womit man sich nicht für die zur nächsten Spielzeit eingeführte Amateurliga Rheinland qualifizierte und somit in der nun viertklassigen 2. Amateurliga weitermachen musste. Zur Saison 1954/55 gelang dann trotzdem noch der Aufstieg in die Amateurliga Rheinland, mit 26:30 Punkten platzierte man sich hier am Ende der Spielzeit auf dem neunten Platz der Tabelle. Nach der nächsten Saison war dann mit 11:45 Punkten als letzter der Tabelle aber hier dann auch schon wieder Schluss. Im Jahr 1959 lösten sich die Mitglieder aus Biersdorf dann wieder von den Daadenern.
Aus personellen Problemen und mangelnder Spieleranzahl gründete der Verein 1998 mit Vereinen aus Biersdorf und Niederdreisbach eine Spielgemeinschaft, diese wurde 2022 wieder gelöst. Sowohl die Spielgemeinschaft als auch das klubeigene Team spielte ausnahmslos auf lokaler Ebene.